# Comanxes

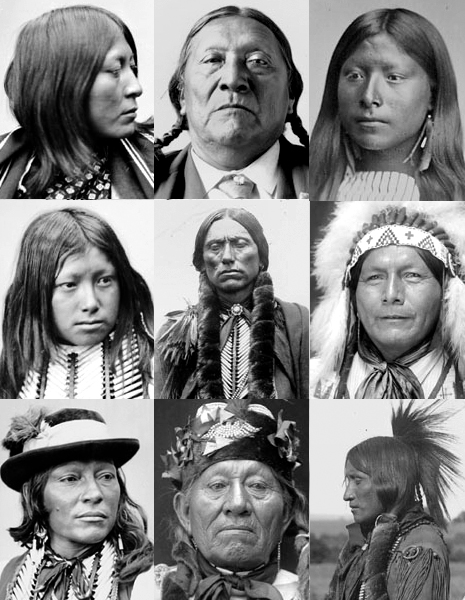
Retrats comanxes

Els comanxes (en comanxe Nʉmʉnʉʉ) són una tribu ameríndia de la cultura de les planures i el territori històric de la qual, conegut com a Comanchería, consistia en l'actual Nou Mèxic, sud-est de Colorado, sud-oest de Kansas, oest d'Oklahoma, i la major part del nord-oest de Texas, ocupant unes 24.000 milles quadrades. Els comanxes són una tribu reconeguda federalment com a Nació Comanxe, amb seu a Lawton (Oklahoma) on posseeixen tres milions d'hectàrees. El seu nom prové del castellà comanche a través de l'ute kwuma-ci o o koh-mahts, que vol dir "enemic". Els francesos, quan contactaren amb ells, els anomenaren paducah, que era com els anomenaven els sioux. Tanmateix, ells s'anomenen nimerim o neermemuth, que vol dir «el poble».
El comanxe és una llengua numic de la família lingüística uto-asteca, a vegades classificada com a dialecte xoixon. Al voltant de l'1% dels comanxes parla llur llengua avui.

## Govern
La Nació Comanxe té la seu a Lawton (Oklahoma). Llur àrea estadística tribal es troba al Caddo, Comanche, Cotton, Grady, Jefferson, Kiowa, Stephens, i Tillman. Per a ser membre de la tribu cal tenir 1/8 de sang comanxe (equivalent a un besavi).
Cal a l'1 de juny de 2012 el cap tribal era Wallace Coffey i Robert Komahcheet l'administrador tribal.

## Divisions
En la societat Comanche hi havia quatre nivells d'integració sociopolítica:
- Família nuclear patrilineal i patrilocal[9]
- Grup familiar extens (nʉmʉnahkahni – "la gent que viu junta en una llar", sense límits de mida, però sense reconeixement més enllà dels familiars de dues o tres generacions de dalt a baix)[9]
- grup residencial local (esp. rancheria, comprèn un o més nʉmʉnahkahni, un dels quals forma el seu nucli)[9]
- divisió o banda (a vegades anomenada tribu, esp. nación, rama – “branca”, nombrosos grups locals vinculats per llaços de parentiu, confraries (política, medicina i militars) i l'interès comú en caça, recol·lecció, guerra, pau i comerç)[9]

Seguint com a exemple de tal divisió política basada en el parentiu, s'ha d'esmentar els Yaparʉhka, que va formar la seva pròpia identitat com una divisió independent. A causa de les diferències culturals i lingüístiques d'altres bandes comanxes, esdevingueren “ menjadors d'arrels(Yap)”, en contrast amb els Kʉhtsʉtʉhka (“menjadors de búfal”). La divisió Yaparʉhka era composta de diversos grups locals residencials com els Ketahtoh Tʉ, Motso Tʉ i Pibianigwai.
En contrast amb els veïns Xeiene i arapaho al nord, els comanxes mai no desenvoluparen una idea política de formar una nació o tribu. Els comanxes es reconeixen els uns als altres com a Nʉmʉnʉ i poques vegades van lluitar uns contra altres, però, això no significa que els Kwaarʉ Nʉʉ seguí la mateixa política en contra dels assentaments espanyols i indis a New Mèxic igual que el Kʉhtsʉtʉhka. A conseqüència d'això, després, igual que la societat comanxe s'estava enfonsant, l'antigament respectat i temut Penatʉka Nʉʉ va proveir escoltes indis de l'Exèrcit dels Estats Units per a americans i texans en la seva lluita contra els altres clans comanxes.
La banda era la unitat social primària dels comanxes. Una banda típica podria aplegar prop d'un centenar de persones. Les bandes formaven part de divisions més grans o tribus. Abans de la dècada de 1750, hi havia tres divisions comanxe: Yamparikas, Jupes, i Kotsotekas. En els anys 1750 i 1760, una sèrie de bandes Kotsoteka es va separar i es va traslladar cap al sud-est. Això va donar lloc a una gran divisió entre el grup original, els comanxes occidentals, i els escindits Kotsotekas, els comanxes orientals. Els comanxes occidentals vivien a la regió de la part superior del riu Arkansas, del riu Canadian, i del riu Red, i el Llano Estacado. Els comanxes orientals vivien a l'altiplà Edwards i a les planures de Texas de l'alt riu Brazos i del riu Colorado i a l'est de Cross Timbers.

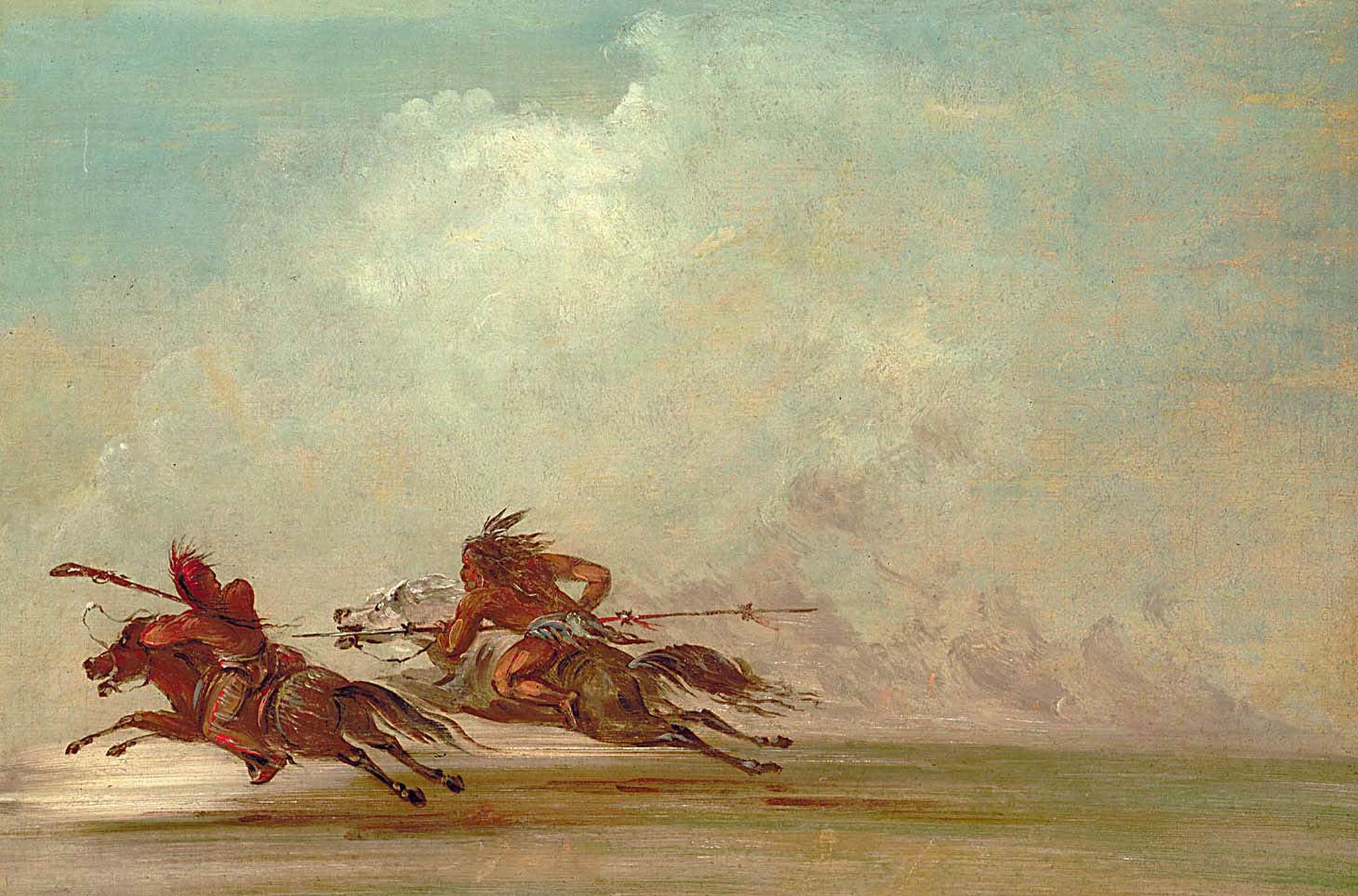
Guerra a les planures. Comanxe (dreta) intenta llancejar un guerrer osage. Pintura per George Catlin, 1834

Amb el temps aquestes divisions es van alterar de diverses maneres. Al segle xix els Jupes desaparèixer de la història, probablement per fusió en altres divisions. Molts yamparika es traslladaren al sud-est unint-se als comanches orientals i seran coneguts com a Tenewas. Molts Kiowa i kiowa-apatxe (o naishans) es traslladaren al nord de la Comancheria i esdevingueren molt associats als yamparika. Un grup d'arapahos, coneguts com els Chariticas, marxaren a la Comancheria i s'uniren a la societat comanxe. Es formaren noves divisions com la dels nokonis, molt vinculats als tenewa; i els Kwahadis, que sorgiren com a nova facció al sud del Llano Estacado. La distinció oest -est va canviar al segle xix. Els observadors van començar a anomenar-los comanxes del nord, centre i sud.
Un dels grups més grans i els més meridional, que vivia a la vora de l'altiplà d'Edwards i l'est a través de Cross Timbers, coneguts com a penateka, (Penatʉka Nʉʉ) foren anomenats aleshores comanxes meridionals. A la part oriental de la Comancheria entre el riu Colorado i el riu Roig es troben els Nokonis (Nokoni Nʉʉ — ‘els que es mouen', ‘els que retornen'), i al sud d'ells les bandes més petites fortament associades o grups residencials dels Tenawa (Tahnahwah o Tenahwit — ‘els que viuen aigües baix’) i Tanima (Tanimʉʉ, Dahaʉi or Tevawish — ‘menjadors de fetge’).
Junt amb els Nokoni, Tenawa i Tanima foren anomenats comanxes del mig. Just al nord dels Nokonis a la vall del riu Red, entre els rius Red i Canadian, vivien nombrosos grups residencials dels poderosos kotsotekas (Kʉhtsʉtʉʉka — ‘menjadors de búfals'), que prenen el seu nom de les grans manades de búfals al seu territori. La banda més septentrional dels comanxes era la dels yamparika (Yaparʉhka o Yapai Nʉʉ — ‘menjadors d'arrel (Yap)’), que va ser l'última banda en traslladar-se a la planura i conserva gran part de la tradició xoixon. A causa del fet que Kotsoteka i Yamparika vivien al nord de la Comancheria foren anomenats comanxes septentrionals. L'últim gran grup era conegut com a Kwahadi (Quohada o Kwaarʉ Nʉʉ/Kwahare — ‘menjadors d'antílop’), originàriament Kotsoteka-grups residencials locals que es van traslladar cap al sud de la vall del Cimarron a les planures desèrtiques del Llano Estacado, i es formaren com a nova divisió en el segle xix. Tot i que la distinció occidental -oriental hi havia canviat al segle xix, van ser cridats pel seu aïllament en l'extrem més occidental de la Comancheria els comanxes occidentals.
Tots els noms d'aquests noms s'escriuen de moltes maneres diferents pels escriptors espanyols i anglesos, i les diferències d'ortografia continuen avui dia. Els grups grans es tornaren inestables i poc clars durant el segle xix. La societat comanxe fou lentament aclaparada i finalment subjugada als Estats Units.

### Diverses bandes dels comanxes (Nʉmʉnʉ)
Les pràctiques de nomenclatura dels comanxes eren flexibles, pel que alguns d'aquests noms són probablement els sinònims d'altres a la llista. També són comuns acudits i sinònims insultants en ús entre bandes rivals o aliades.
- Jupe (pronunciada en espanyol Hupe, Hoipi, Hʉpenʉʉ — ‘Poble de la fusta’, una banda del segle xviii, probablement precursors dels Nokoni Nʉʉ, Kwaaru Nʉʉ i del grup local Hois-Penatʉka Nʉʉ)
- Kʉhtsʉtʉʉka (Kotsoteka — ‘menjadors de búfals')
- Kwaarʉ Nʉʉ/Kwahare (Kwahadi/Quohada — ‘menjadors d'antílops', també dits Kwahihʉʉ Ki — ‘para-sols a l'esquena’, perquè vivien a les planures desértiques del Llano Estacado)
- Mʉtsahne (Motsai — ‘corrent del rou’, aniquilats en una batalla amb els mexicans en 1845)
- Nokoni Nʉʉ (Nokoni — ‘els que es mouen', ‘els que retornen', també Noyʉhkanʉʉ, Nawyehkah — ‘no estan en un sol lloc’, més tard anomenats Tʉtsʉ Noyʉkanʉʉ,Detsanayʉka — ‘mals acampadors', ‘pobres rodamons')
  - Nokoni Nʉʉ (gran grup, que va tenir una gran influència en la presa de decisions dels Tahnahwah i Tanimʉʉ)
  - Tahnahwah (Tenawa, també Tenahwit — ‘els que viuen aigües avall', escissió meridional dels Yaparʉhka, aniquilats pels mexicans el 1845)
  - Tanimʉʉ (Tanima, també anomenats Dahaʉi, Tevawish — ‘menjadors de fetge’)
- Pagatsʉ (Pa'káh'tsa — ‘cap del corrent’, també Pahnaixte — ‘els qui viuen aigües amunt’)
- Pekwi Tʉhka (‘menjadors de peix’)
- Penatʉka Nʉʉ (Penateka, Pihnaatʉka, Penanʉʉ — ‘menjadors de mel', també Pehnahterkʉh — ‘picada ràpida, vespa’)
  - Penatʉka Nʉʉ (major grup local)
  - Hʉpenʉʉ (Hois — ‘poble de la fusta’)
  - Tayʉʉwit (Teyʉwit — ‘hospitalaris')
  - Kʉvahrahtpaht (‘escaladors costeruts')
  - Taykahpwai (Tekapwai — ‘No menjar’)
- Pikaatamʉ (‘gent que cusen la pell')
- Saria Tʉhka (Chariticas, Sata Teichas — ‘menja-gossos', antic grup dels arapaho, que es va unir als comanxe)
- Yaparʉhka (Yamparika, també Yapai Nʉʉ — ‘menjadors d'arrels (Yap)’, antigament Widyʉ Nʉʉ, Widyʉ o Widyʉ Yapa — ‘gent del punxó’, més tard Tʉtsahkʉnanʉʉ — ‘costurers').[14]
  - Ketahtoh Tʉ (Ketatore — ‘no porten sabates', també Napwat Tʉ — ‘descalços')
  - Motso Tʉ (motso — ‘barbut’, no confondre amb els Mʉtsahne)
  - Pibianigwai (‘que parlen fluix’, ‘pregunten fluixet’)
  - Sʉhmʉhtʉhka (‘s'ho mengen tot’)
  - Titchahkaynah (‘els que fan bosses mentre viatgen', grup separat que es va unir als Yaparʉhka)
  - Wahkoh (‘abillaments de cloïssa’)

Endemés hi ha altres bandes més petites:
- Hai'ne'na'ʉne (Hani Nʉmʉ — ‘menjadores de blat’, no s'ha de confondre amb la indicació de Hanitaibo per a Penatʉka Nʉʉ)
- It'chit'a'bʉd'ah (Utsu'itʉ — ‘poble fred', i.e. ‘poble del nord')
- Itehtah'o (‘menjar cremat’, anomenat per altres comanxes, ja que llançaven els seus excedents de carn a la primavera, on s'asseca i es torna negre, amb aspecte de carn cremada)
- Naʉ'niem (No'na'ʉm — ‘gent de la cresta’, potser antic nom dels Kwaarʉ Nʉʉ)[16]
- Ohnonʉʉ (Ohnʉnʉnʉʉ, Onahʉnʉnʉʉ)
- Pahʉraix (‘cavall d'aigua’, també anomenats Parkeenaʉm o Paki Nʉmʉ — ‘gent de l'aigua’, perquè preferien assentar-se al costat dels llacs, coneguts entre els comanxes coma grans corredors i jugadors de lacrosse)
- Pohoi (Pohoee — ‘Sàlvia salvatge’, abans un grup sels xoixons de Wind River que s'uniren als comanxes)
- Tʉtsanoo Yehkʉ (probablement una pronunciació variant de Kʉhtsʉtʉʉka)

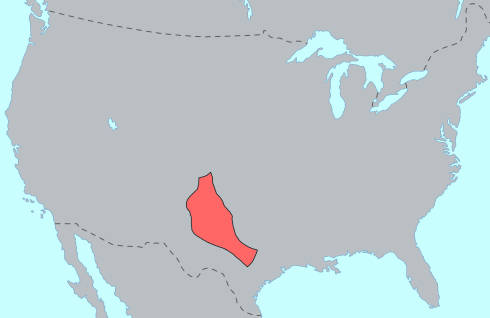
Distribució dels comanxe

- Wianʉʉ (Wianʉ, Wia'ne — ‘turons desgastats')

## Demografia
Es calcula que el 1850 hi havia uns 12 000 comanxes. Cap al 1910 havien baixat a 1 400 individus, però el 1940 ja eren un altre cop 2 700 i es calcula que el 1970 uns 3 000 vivien a la reserva. Es calcula que el 1980 potser eren uns 6 000, dels quals només uns 500 parlaven la llengua materna, i pel 1990 es calculaven en 8 500 individus. Segosn el cens dels EUA del 2000 hi havia 19.376 individus censats.

## Costums
Eren alts, forts, amb el cabell negre, crani curt, nas aquilí, cara de color cafè amb llet, ulls grans, front espaiós i faccions regulars. Les dones són grosses i amb el cabell clar. Els homes vestien camisa i pantaló de pell de cérvol, manta de pell de bisó i mocassins. Les dones duien vestits de pell de daina.
Els seus habitatges eren cònices, de pell de bisó adobada, guarnits amb pintures. Del bisó n'aprofitaven la sang calenta, el fetge i la carn en rodanxes. Conreaven moresc, llegums i maguei, caçaven bisons i vivien del saqueig i del pillatge a les tribus veïnes. Practicaven danses guerreres abans del combat. Tenien fama de genets ferotges, ardits i inquiets, raó per la qual eren anomenats «tàrtars del desert».
Creien en un gran esperit, en xamans (anomenats puyacants) o encisadors, amulets i en el Paradís. S'enterraven en una fosa poc fonda amb armes, joies, esclaus si en tenien i la dona. El guerrer tenia un túmul de pedres amb un pal i les sabates. Hom guardava dol durant trenta dies, però després no s'esmentava sota cap raó el nom del difunt. Des del 1892, però, la major part de la tribu és adepta a la Native American Church, els adoradors del peyote.
Eren governats per capitosts hereditaris i amb autoritat guerrera.

## Història

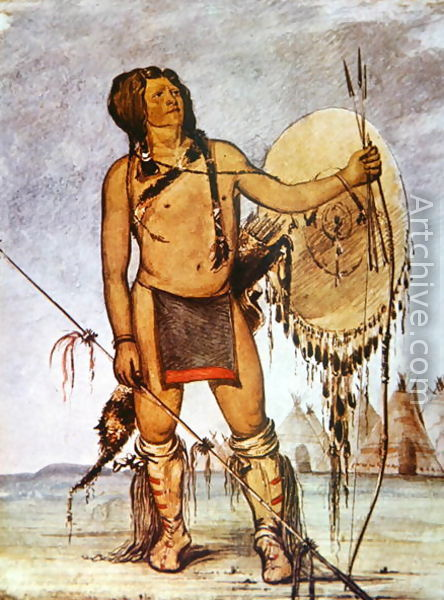
Guerrer comanxe, 1835

### Primers registres
Vivien originàriament als marges del Riu Snake; després emigrarien al Middle Loup, i més tard a Kansas, entre els rius Arkansas, Red i Grande. Han estat tradicionalment amics de kiowes i tonkawes, i enemics d'apatxes i arapahoe.
El 1680 van adquirir cavalls dels pueblo després de la revolta pueblo, en robar-los a la colònia espanyola de Santa Fe. El 1705 arribaren les primeres notícies sobre ells, en contactar amb el capità espanyol Cristóbal de la Serna. També l'explorador francès Bernard de la Harpe arribà al Red River i contactà amb ells. El 1755 creuaren el riu Arkansas i se separaren de la resta de xoixons del nord, amb cavalls i fusells, i adoptaren els costums de la resta de tribus de les planúries, encara que els yamparika vivien primordialment de recollir arrels i no de la cacera del bisó. El 1783 els espanyols, dirigits per Juan Bautista de Anza, atacaren amb 600 soldats el campament del cabdill Cuerno Verde o Green Horn aprofitant que estaven atacant els Pueblo de Taos, i els derrotaren quan tornaren (va fer executar 30 cabdills). Així aconseguí que el 1785 uns 600 campaments pactessin amb ell en nom del capità Cota de Malla o Ecueracapa, a canvi de comerciar i rebre armes.

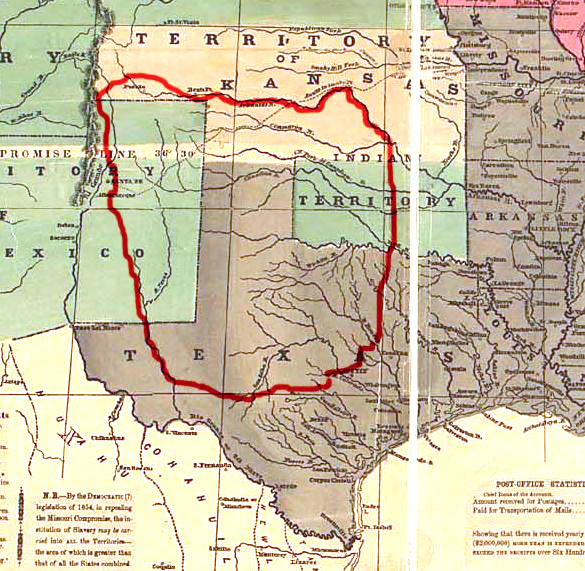
Comancheria, l'antic territori dels Comanxe que inclou parts de Texas, Colorado, Nou Mèxic, Oklahoma i Kansas

### Les guerres índies a Texas
Durant el període 1790-1840 s'aliaren amb els kiowa i els xeiene i organitzaren raids per tota la zona de Texas, arribant fins i tot a saquejar Durango (Mèxic). Com a resposta, els texans provocaren la matança de comanxes al riu San Saba (1839), i el març del 1840 mataren el cabdill Muguara i 65 comanxes més que havien anat a San Antonio per negociar amb el govern texà, en l'episodi conegut com la matança de Council House. El 1844 signarien un tractat amb Sam Houston, però els texans tampoc el complirien.
El 1825 van pactar amb els creek d'Oklahoma i amb els wichita contra pawnee i osage, i el 1834 foren visitats per William Catlin, qui dibuixaria el seu cabdill El-shah-ko-nee (Arc i Fletxes). El 1850 només els penateka acceptaren anar a les reserves, i el 1864 Kit Carson organitzà una expedició contra ells per obligar els comanxes del Nord a anar a les reserves. Així, el 1865 els van prometre el territori existent a l'Oest d'Oklahoma, entre Red River i el Cimarron, però no els el podien garantir. Entre 1867 i 1875 uns 2 500 individus foren traslladats a les reserves de Territori Indi, on fins al 1901 van viure amb els iowa, gràcies al Tractat de Medicine Lodge firmat pel seu cabdill Ten Bears el 21 d'octubre del 1867. D'aquesta manera, els yamparika obtingueren una reserva de 5 546 milles quadrades.
Pel desembre del 1868 els exigiren rendir-se, però només ho va fer Tosawi, més conegut com a Silver Knife, cap dels penateka. Aquest i Parra-wa Samen, cap dels yamparika, reberen Ulysses S. Grant el 27 de juny del 1872, però tot i així Ronald Mckenzie Mangoheute (Tres Dits) atacà els campaments dels kwahadi al rierol McClellan, provocant 23 morts i 120 presoners i capturant mil cavalls.
Aquests escolliren com a cabdill el mestís Quanah Parker (1845-1911), fill del cabdill kwahadi Peta Nocona i de la presonera blanca Cynthia Ann Parker i des del 1874 adepte a la religió de Wovoka, predicada entre els comanxe pel bruixot kwahadi Ishitzi. El 27 de juny del 1874 s'alçà amb 700 guerrers, aliats amb els caps kiowa Satanta i Guipago, i atacà Adobe Walls, campament dels caçadors de búfals, on perdé 15 guerrers i molts foren ferits. Rebé suport dels arapaho i xeiene, però el 26 de setembre del 1874 els soldats, amb suport de mercenaris tonkawa, descobriren llur amagatall a Palo Duro. Hi foren assetjats i es rendiren l'abril del 1875, des d'on foren conduïts a les reserves, alhora que els cabdills eren internats a Fort Still.

### Actualitat
El 1880 el Congrés dels EUA, per tal que no tornessin a les seves terres d'origen, declarà il·legal que entressin a l'Estat de Texas. El 1892 Quanah Parker es convertí a la religió peyote, i el 1897 visità Washington com a cap d'una delegació comanxe que pretenia renegociar el Jerome Agreement, pel qual podien dividir en parcel·les llurs terres. Compartiren reserva amb els kiowa fins al 1901, en què la dividiren en parcel·les individuals. Durant tot el segle XX lluitarien pel reconeixement d'un Consell Tribal propi (el tenien conjuntament amb els kiowa), cosa que no aconseguiren fins als anys 60/70. El 1970, la destacada líder comanxe Tobbi Tite (LaDonna Harris) fundà l'American for Indian Opportunity, per tal que els indis poguessin adaptar-se millor a la vida nord-americana, i el 1972 un grup de comanxes veterans de la Guerra del Vietnam fundà el grup Little Ponies, per a la salvaguarda i defensa de les tradicions del seu poble.

## Galeria d'imatges

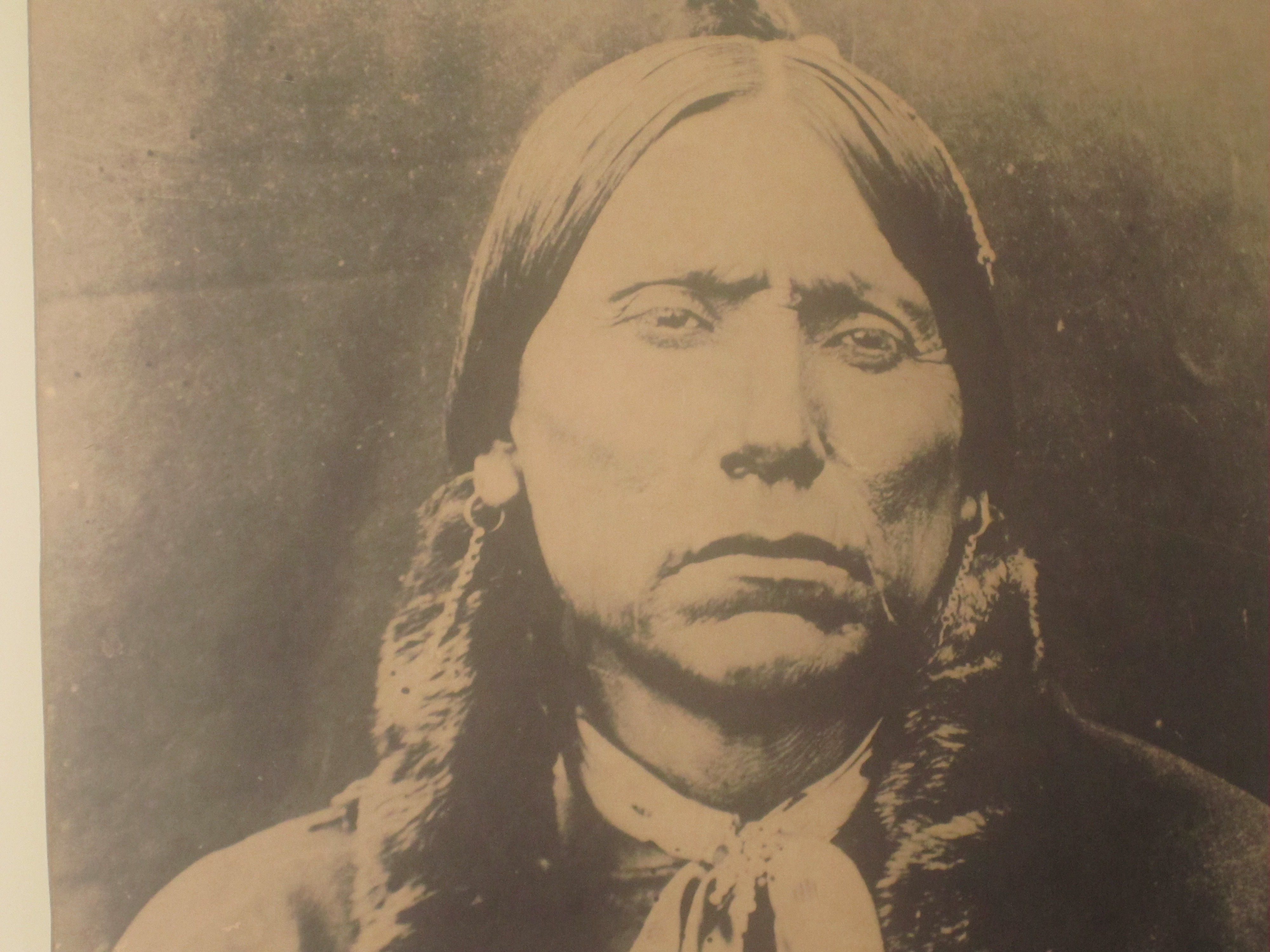
Quanah Parker
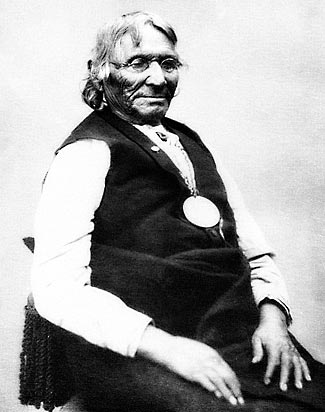
Ten Bears
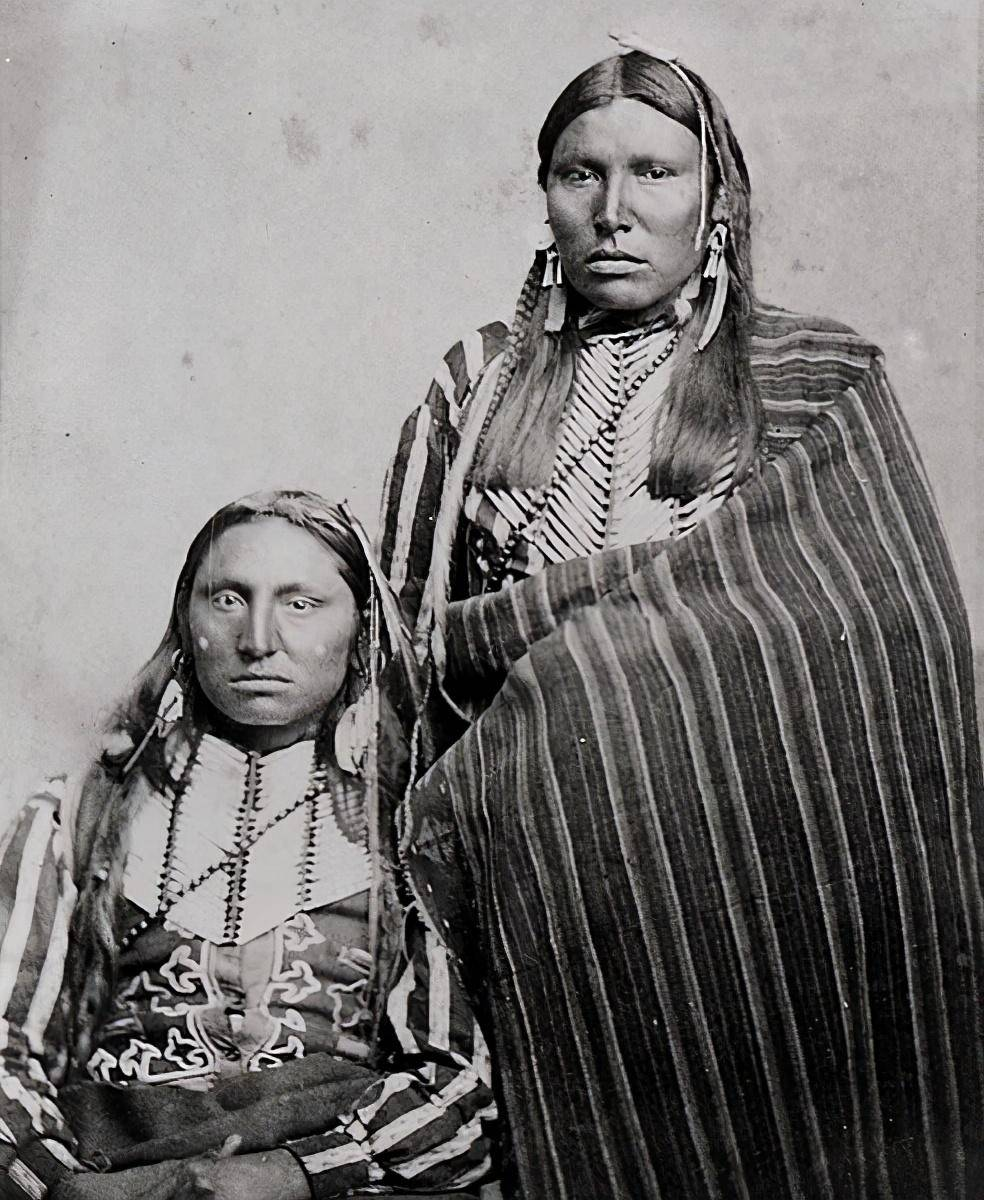
Guerrers comanxes
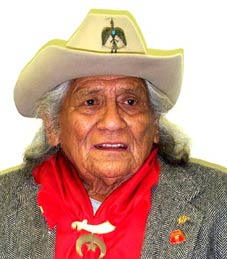
Charles Chibitty
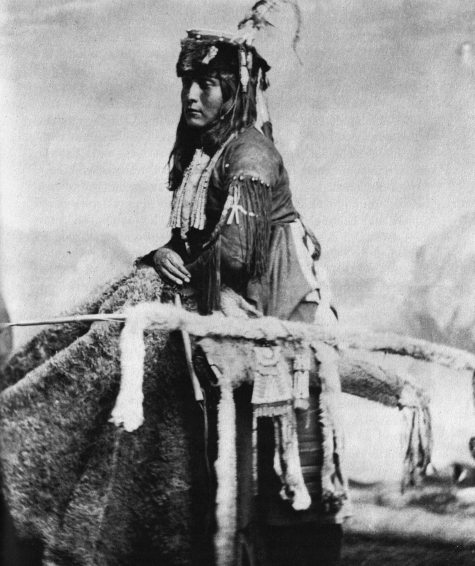
Guerrer a l'hivern
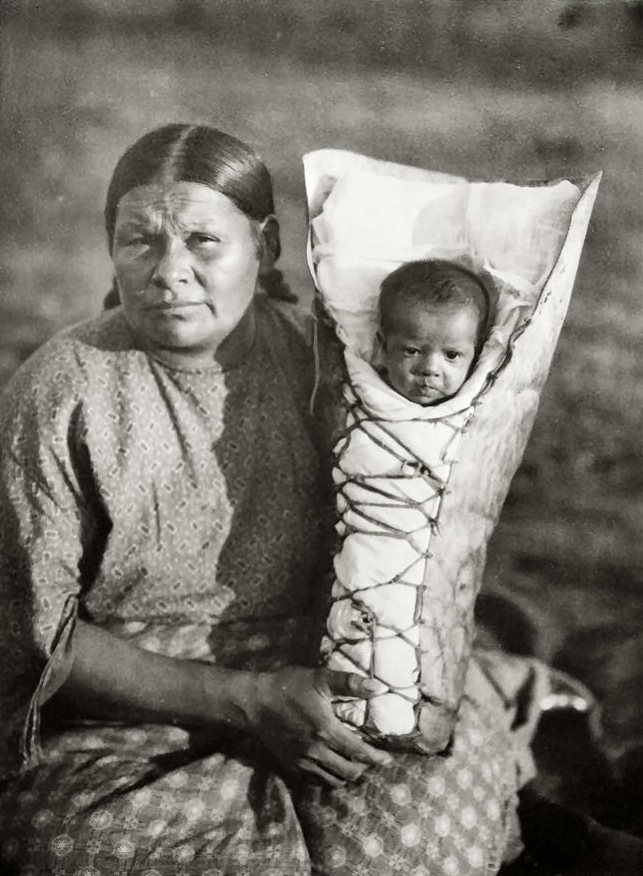
Dona amb nen (E. Curtis)

## Llista de comanxes cèlebres
- Quanah Parker
- Silver Knife
- LaDonna Harris
- Silvester Brito
- Paul Chaat Smith
- Cuerno Verde